# Malacacheta (kommun)
Malacacheta är en kommun i Brasilien.   Den ligger i delstaten Minas Gerais, i den sydöstra delen av landet, 700 km öster om huvudstaden Brasília. Antalet invånare är 18 787.
Följande samhällen finns i Malacacheta:
- Malacacheta

Omgivningarna runt Malacacheta är huvudsakligen savann. Runt Malacacheta är det ganska glesbefolkat, med 39 invånare per kvadratkilometer.